# Alfredo Meocci
Alfredo Meocci (Verona, 30 marzo 1953 – Negrar di Valpolicella, 30 gennaio 2025) è stato un dirigente pubblico, politico e giornalista italiano.

## Biografia
Alfredo Meocci nacque a Verona il 30 marzo 1953. Laureato in pedagogia presso l'Università degli Studi di Urbino "Carlo Bo", fu assunto come giornalista dalla Rai nel 1982 presso il TG1.
Successivamente fu consigliere di amministrazione dell'Istituto Luce-Italnoleggio Cinematografico, Vice Presidente dell'Ente Lirico “Arena di Verona”, Presidente dell’Istituto Internazionale per l’Opera e la Poesia (IIOP), istituzione dell’UNESCO.
Fu promotore dell'iniziativa finalizzata alla firma del protocollo di intesa tra la Città di Verona e l’Unesco, che ha portato Verona ad essere inserita tra i siti Patrimonio dell’Umanità.
Dal 1990 al 1993 fu Assessore alla cultura del Comune di Verona.
Dal 1994 al 1996 fu deputato alla Camera, eletto nel Polo delle Libertà nel collegio di Verona per il gruppo del CCD, componente della Commissione parlamentare di Vigilanza sulla RAI, della Commissione cultura e della Commissione bicamerale per i servizi radiotelevisivi.
Nel 1996 rientrò in Rai, rimanendovi fino al 1998 quando fu eletto commissario dell’Autorità di Garanzia per le Telecomunicazioni.
Il 5 agosto 2005 ebbe la nomina a Direttore generale della RAI. Restò in carica fino al 20 luglio 2006, presentando dimissioni volontarie per incompatibilità con la carica precedente all'Agcom. Dalla vicenda scaturirà una controversia amministrativa con una richiesta di risarcimento irrogata dalla Corte dei Conti a carico dei consiglieri che votarono a suo favore. Risarcimento successivamente annullato da un emendamento alla legge comunitaria che impedisce allo stato di multare sé stesso.
Nel 2011 l’Autorità per le Garanzie nelle Comunicazioni stabilì che il periodo di incompatibilità era concluso e che Meocci poteva tornare alla RAI, anche il giudice del lavoro di Roma Dario Conte sentenziò che Alfredo Meocci poteva definitivamente rientrare in Rai.
Alfredo Meocci fu, nel 2007, vicesindaco del Comune di Verona, incarico che abbandonò nel 2008 per diventare consigliere dell'Autorità per la vigilanza sui contratti pubblici di lavori, servizi e forniture. Fu anche Presidente dell'Istituto Internazionale per l'Opera e la Poesia, in qualità di delegato del Sindaco di Verona.
Dal marzo 2014 riprese servizio in RAI come dirigente alle dirette dipendenze del Direttore generale.
Lascia la RAI nel dicembre del 2017.
Fu componente del consiglio di sorveglianza della Banca d'Austria
Da tempo malfermo in salute a causa di un ictus che l'aveva colpito nel 2018, è morto nel 2025.